# John Barasa
John Mawalma Barasa (ur. 3 czerwca 1974 w Naivashy) – kenijski piłkarz grający na pozycji napastnika.

## Kariera klubowa
Karierę piłkarską Barasa rozpoczął w klubie Oserian Fastac Naivasha i w jego barwach zadebiutował w kenijskiej Premier League. Grał w nim do 2002 roku, a w 2003 przeszedł do szwedzkiego drugoligowca IF Sylvia z Norrköping. W 2003 roku wrócił do Kenii i grał w Tusker Nairobi, a następnie w Chemelil Sugar FC. W latach 2005–2006 był piłkarzem tanzańskiego Young Africans SC, z którym dwukrotnie wywalczył mistrzostwo Tanzanii. W latach 2006–2007 grał w malezyjskim Polis DRM FC, a w latach 2007-2008 w rwandyjskim Rayon Sports FC. W 2009 roku ponownie grał w Chemelil Sugar, a latem tamtego roku przeszedł do Sofapaka Nairobi. W 2015 zakończył w nim swoją karierę.

## Kariera reprezentacyjna
W reprezentacji Kenii Barasa zadebiutował 4 maja 2002 roku w przegranym 0:3 towarzyskim meczu z Nigerią. W 2004 roku został powołany do kadry na Puchar Narodów Afryki 2004. Na tym turnieju zagrał w jednym spotkaniu, z Burkina Faso (3:0 i gol w 83. minucie). Od 2002 do 2011 rozegrał w kadrze narodowej 49 meczów i strzelił 21 goli.